# Oberwampach
Oberwampach (Luxemburgs: Uewerwampech) is een plaats in de gemeente Wincrange en het kanton Clervaux in Luxemburg.
Oberwampach telt 172 inwoners (2001).

## Geschiedenis
Tijdens het Ardennenoffensief, was Oberwampach het toneel van een zware slag tussen Duitse en Amerikaanse troepen waarbij in januari 1945 duizenden mortieren en granaten zijn afgevuurd.